# China Mobile
China Mobile (кит.: 中国移动通信集团公司) — китайська телекомунікаційна компанія з головним офісом у Пекіні. Надає послуги мобільного зв'язку в КНР, Гонконгу, Пакистані та Таїланді. Є найбільшим оператором мобільного зв'язку як в КНР, так і у світі. Станом на вересень 2023 року кількість абонентів становить 990 мільйонів.
Заснована у 1997. 80% її власності належить державі КНР, решта 20% котируються на біржах в Гонконгу та Шанхаї.

## Історія
Компанія зареєстрована в 1997 році як China Telecom (Hong Kong) Limited. Після розпаду China Telecommunications Corporation у 1999 році виникла China Mobile. У жовтні 2014 року Nokia та China Mobile підписали рамкову угоду на 970 мільйонів доларів США, щодо постачання обладнання та послуг мобільного зв'язку в період з 2014 по 2015 рік. 
У грудні 2021 року міжнародне відділення China Mobile припинило діяльність у Канаді через занепокоєння уряду Канади національною безпекою.

### Санкції США
У листопаді 2020 року президент Дональд Трамп видав указ, який забороняє будь-яким американським компаніям або особам володіти акціями компаній, які Міністерство оборони США зазначило як такі, що мають зв’язки з Народно-визвольною армією, до якої входив China Mobile.
31 грудня 2020 року Нью-Йоркська фондова біржа оголосила, що призупинить торгівлю акціями China Mobile, China Telecom і China Unicom з 7 по 11 січня 2021 року та почне процес вилучення з біржі, що призведе до падіння вартості акцій.
У березні 2022 року Федеральна комісія зі зв’язку визнала американську дочірню компанію China Mobile, China Mobile International USA, загрозою національній безпеці.